# Grævlinger
Grævlinger (Melinae) er en underfamilie i mårfamilien, men enkelte andre mårdyr kaldes også grævling.

## Klassifikation
Underfamilie: Melinae, (Grævlinger)
- Slægt: Meles
  - Meles meles, (Grævling eller Eurasisk grævling)
- Slægt: Arctonyx
  - Arctonyx collaris, (Svinegrævling)
- Slægt: Melogale, (Ildergrævlinger el. solgrævlinger)
  - Melogale everetti, (Everett's ildergrævling)
  - Melogale moschata, (Kinesisk ildergrævling)
  - Melogale orientalis, (Javanesisk ildergrævling)
  - Melogale personata, (Burmesisk ildergrævling)
- Slægt: Mydaus,[1] (Stinkgrævlinger)
  - Mydaus javanensis, (Indonesisk stinkgrævling)
  - Mydaus marchei, (Palawansk stinkgrævling)

### Andre grævlinger, ikke iMelinae
Underfamilie: Taxidiinae
- Slægt: Taxidea,[2]
  - Taxidea taxus, (Amerikansk grævling)

Underfamilie: Mellivorinae
- Slægt: Mellivora
  - Mellivora capensis, (Honninggrævling)